# Raina Telgemeier
Raina Telgemeier (né le 26 mai 1977 à San Francisco) est une auteure de bande dessinée américaine connue pour son ouvrage autobiographique Souriez, où elle raconte la difficulté de grandir avec un appareil dentaire. En 2015, elle devient grâce à son album Sisters la première femme à recevoir le prix Eisner du meilleur auteur, 27 ans après la création de la catégorie.

## Biographie
Raina Telgemeier est née le 26 mai 1977 à San Francisco. D'après son roman graphique autobiographique Sœurs, elle a une jeune sœur, Amara, ainsi qu'un frère, Will. Les deux apparaissent également dans ses deux autres autobiographies, Courage et Souris. Tel qu'elle l'explique dans Courage, elle a commencé à avoir des crises de panique vers l'âge de neuf ans qui survenaient sans prévenir, faisait ainsi la jeune Raina cumuler les retards à l'école.
À l'âge de onze ans, comme le relate Souris, elle subit un accident qui lui casse les deux dents de l'avant; elle doit suivre un traitement qui se résumera au port de nombreux appareils et à de douloureuses interventions.
En 2004, elle est invitée à contribuer sur le site web Girlmatic.com. Elle y présente la version originale de Souris planche par planche et se met à travailler au même moment sur les romans illustrés de la série Le Club des Baby-Sitters, d'Ann M. Martin.
En 2022, elle est sélectionnée pour le prestigieux prix international, le Prix commémoratif Astrid-Lindgren.

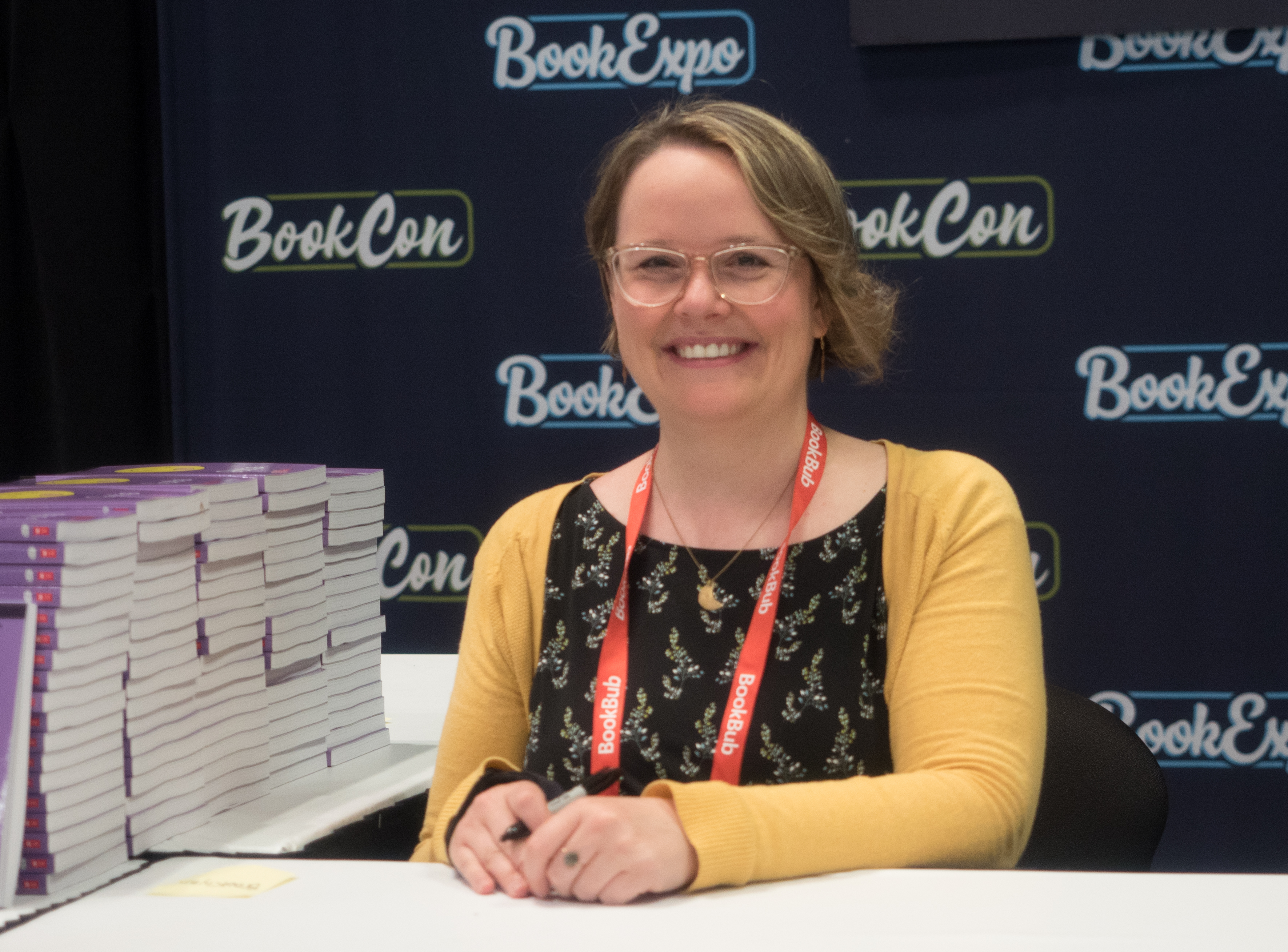
Raina Telgemeier en 2019.

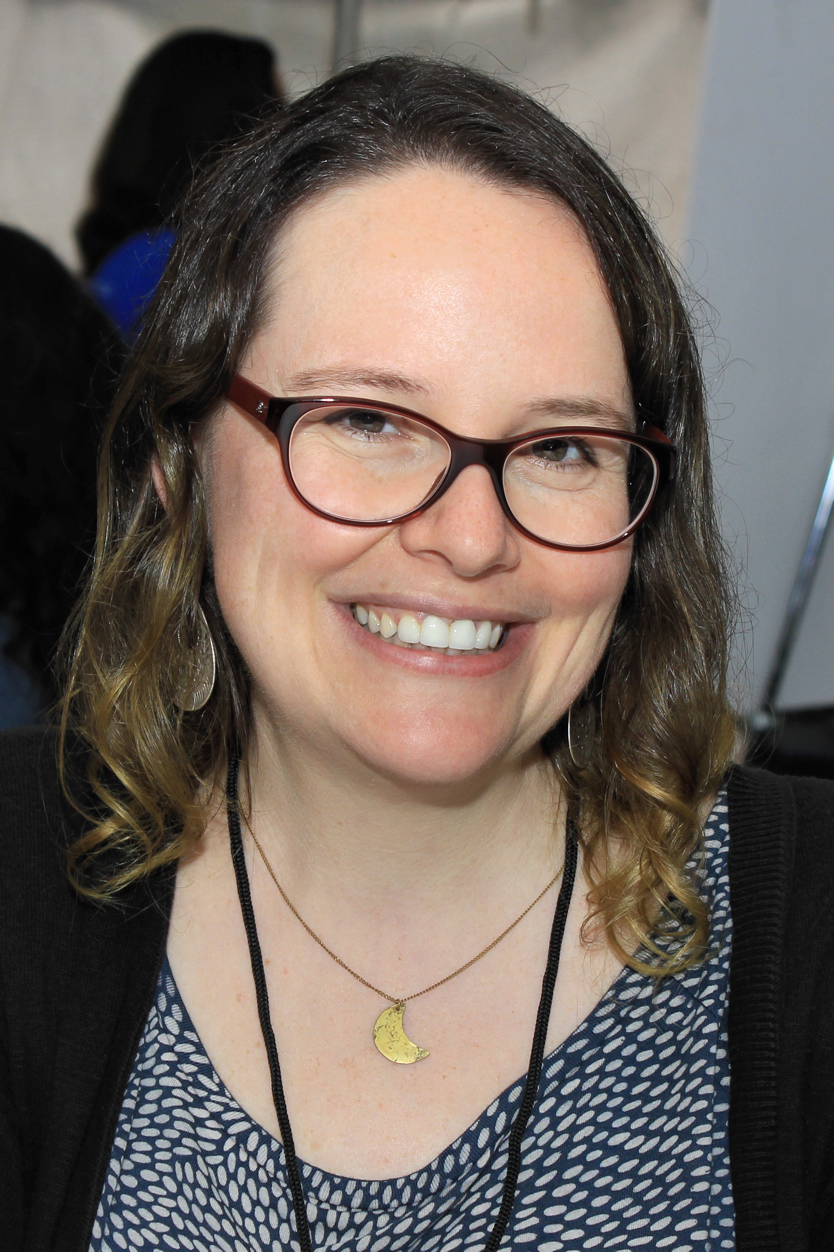
Raina Telgemeier en 2016.

## Publications

### Albums et comic books originaux
- Take-Out Comics, 7 numéros, 2000-2005.
- The Baby-Sitters Club (d'après Ann M. Martin), 4 vol., Scholastic/Graphix, 2006-2007.
- X-Men Misfits (en) (scénario avec Dave Roman), avec Anzû (dessin), Marvel et Del Rey Manga, 2009.
- Smile. A Dental Drama, Scholastic/Graphix, 2010.
- Drama (en), Scholastic/Graphix, 2012.
- Sisters (en), Scholastic/Graphix, 2014.
- Ghosts (en), Scholastic/Graphix, 2016.
- Share Your Smile: Raina's Guid to Telling your Own Story, Scholastic/Graphic, 2019. Manuel de bande dessinée.
- Guts, Scholastic/Graphic, 2019.

### Traductions en français
- Le Club des baby-sitters en bande dessinée (d'après Ann M. Martin), Gallimard Jeunesse :

1. L'Idée géniale de Kristy, 2007  (ISBN 978-2-07-061355-7).
2. Le Secret de Lucy,  (ISBN 978-2-07-061365-6).

- Souriez, Akileos, 2011.
- En scène ! (en), Akileos, 2013.
- Sœurs (en), Akileos, 2014.
- Fantômes (en), Akileos, 2016.
- Courage (en), Akileos, 2019.

## Prix et distinctions
- 2003 : Prix Kimberly Yale du meilleure nouveau talent féminin pour Take Out Comics
- 2011 : Prix Eisner de la meilleure publication pour adolescents avec Souriez
- 2015 : Prix Eisner du meilleur auteur pour Sisters (en)
- 2017 : Prix Eisner de la meilleure publication pour enfants avec Fantômes (en)
- 2020 : Prix Eisner de la meilleure publication pour enfants ; du meilleur auteur pour Courage (en)
- 2022 : Prix Eisner de la meilleure histoire courte pour « Funeral in Foam » (avec Casey Gilly)[3]
- 2022 :  Sélection pour le Prix commémoratif Astrid-Lindgren[2]